# La rosa bianca (B. Traven)
La Rosa Bianca è un romanzo dell'autore B. Traven, pubblicato nel 1929. Ambientato in Messico alla vigilia del colpo di Stato di Victoriano Huerta, narra dei tentativi di una compagnia petrolifera statunitense di impadronirsi dell'hacienda La Rosa Blanca.

## Adattamento cinematografico
Il romanzo è stato trasposto nel 1961 nel film Rosa blanca di Roberto Gavaldón